# Cangin-Sprachen
Cangin ist eine Sprachgruppe, die von 200.000 Menschen (2007) in Senegal und Gambia gesprochen wird, die Teil der Serer-Volksgruppe sind. Cangin gehört zur Nordgruppe der westatlantischen Sprachen aus der Niger-Kongo-Sprachfamilie.
Die Cangin-Sprachen sind:
- Noon mit etwa 30.000 Sprechern in Senegal
- Palor mit etwa 10.000 Sprechern in Senegal
- Saafi mit etwa 114.000 Sprechern in Senegal und Gambia
- Ndut mit etwa 35.000 Sprechern in Senegal
- Laalaa mit etwa 11.000 Sprechern in Senegal